# Agardhbukta
Agardhbukta est une baie du Spitzberg située entre la Terre de Sabine et la Terre de Heer à l'ouest du Storfjorden (Svalbard).

## Description
Elle s'étend sur environ 5,5 km de longueur à la suite de la Agardhdalen (en). La rivière Agardhelva (en) y débouche.

## Histoire
Elle a été nommée en hommage au botaniste Jakob Georg Agardh.